# Període d'oscil·lació

Animació d'un moviment sinusoidal el període del qual va creixent

En física, el període d'oscil·lació és el temps transcorregut entre dos punts equivalents de l'oscil·lació o cicle d'una ona (en la mateixa fase). Per tant, el període és la duració d'un cicle en un esdeveniment repetitiu.
El concepte de període apareix tant en matemàtiques com en física i altres àrees de coneixement.

## Definició

Un pèndol simple té un moviment periòdic amb un període d'oscil·lació si les oscil·lacions no s'allunyen de la vertical.

El període és el mínim lapse que separa dos instants en els quals el sistema es troba exactament en el mateix estat: mateixes posicions, mateixes velocitats, mateixes amplituds. Així el període d'oscil·lació d'una ona és el temps emprat per la mateixa a completar una longitud d'ona. En termes breus és el temps que dura un cicle de l'ona a tornar a començar; per exemple, en una ona, el període és el temps transcorregut entre dues crestes o valls successives. El període (T) és invers a la freqüència ( f ); així doncs

{\displaystyle T={\frac {1}{\mbox{freqüència}}}={\frac {2\pi }{\omega }}}

Com que el període sempre és invers a la freqüència, la longitud d'ona també està relacionada amb el període mitjançant la fórmula de la velocitat de propagació. En aquest cas, la velocitat de propagació és el quocient entre la longitud d'ona i el període.
En física, un moviment periòdic sempre és un moviment acotat, és a dir, confinat a una regió finita de l'espai de la qual les partícules mai surten. Un exemple d'això és el moviment unidimensional d'una partícula per l'acció d'una força conservativa. Si {\displaystyle \scriptstyle U(x)} és el potencial associat per força conservativa, per a energies lleugerament superiors a un mínim d'energia {\displaystyle \scriptstyle E>E_{0}} la partícula realitzarà un moviment oscil·latori al voltant de la posició ' equilibri donada pel mínim local d'energia. El període d'oscil·lació depèn de l'energia i ve donat per l'expressió:

{\displaystyle T_{E}={\sqrt {2m}}\int _{x_{1}(E)}^{x_{2}(E)}{\frac {dx}{\sqrt {E-U(x)}}}}

Per {\displaystyle \scriptstyle (E-E_{0})} suficientment petit el moviment pot representar-se per un moviment quasiharmònic de la forma:

{\displaystyle {\begin{cases}x_{E}(t)=x_{0}+A_{E}\sin(\omega _{E}(t)t+\varphi _{0})=\\x_{E}(t)=x_{0}+A(t)\sin(\omega _{0}t+\varphi _{0})+B(t)\cos(\omega _{0}t+\varphi _{0})\end{cases}}}
{\displaystyle {\begin{cases}A(t)=A_{E}(1+t^{4}\alpha (t))\\B(t)=A_{E}(1+t^{2}\beta (t))\end{cases}}}

El terme {\displaystyle \scriptstyle \omega _{E}(t)t+\varphi _{0}} és la fase, essent {\displaystyle \scriptstyle \varphi _{0}} la fase inicial i {\displaystyle \scriptstyle \omega _{E}(t)} la freqüència angular, amb la relació aproximada:

{\displaystyle \omega _{E}(0)=\omega _{0}\approx {\frac {2\pi }{T_{E}}},\qquad A_{E}=|x_{2}(E)-x_{1}(E)|}

Segons eel grau d'aproximació del propera que estigui l'energia al mínim, per a energies poc per sobre del mínim, el moviment està molt proper al moviment harmònic donat per:

{\displaystyle x_{E}(t)\approx x_{0}+A_{E}\sin(\omega _{0}t+\varphi _{0})=x_{0}+A_{E}\sin \left({\frac {2\pi t}{T_{E}}}+\varphi _{0}\right)}

## Definició matemàtica
Un període d'una funció real f és un nombre tal que per a tot t es compleix que:

{\displaystyle f(t+T)=f(t),\qquad \forall t:t,t+T\in {\mathcal {D}}_{f}}

Cal notar que, en general, hi ha una infinitat de valors T que satisfan la condició anterior, de fet el conjunt dels períodes d'una funció forma un subgrup additiu de {\displaystyle \mathbb {R} }. Per exemple, f(t)=sin(t) té com a conjunt de períodes 2πZ, els múltiples de 2π.
- Si el subgrup és discret, es diu el període de  f  a la seva menor element positiu no nul. En l'exemple anterior, el període de la funció si és 2π. Altres funcions periòdiques, és a dir que admeten un període, són el cosinus, la tangent i la funció x-E(x), on E(x) és la part sencera de x.[3]
- Si el subgrup és continu, no es pot definir el període. Per exemple, la funció constant g(t)=k admet tot real com període, però cap rep el nom del període de g. Un exemple més esotèric: La funció característica {\displaystyle \chi _{\mathbf {Q} }} de {\displaystyle \mathbf {Q} }, el conjunt dels racionals és el següent: Si x és racional, llavors {\displaystyle \chi _{\mathbf {Q} }(x)=1}, i si x no és racional {\displaystyle \chi _{\mathbf {Q} }(x)=0}. El grup de períodes de {\displaystyle \chi _{\mathbf {Q} }} és {\displaystyle \mathbf {Q} } que no té menor element positiu no nul, per tant tampoc existeix el període d'aquesta funció.

Una suma de funcions periòdiques no és forçosament periòdica, com es veu a la figura següent amb la funció cos(t)+cos(√2·t):
Per ser-ho cal que el quocient dels períodes sigui racional, quan aquesta última condició no es compleix la funció resultant es diu quasiperiòdica.